# Cultura della ceramica nera lucidata settentrionale

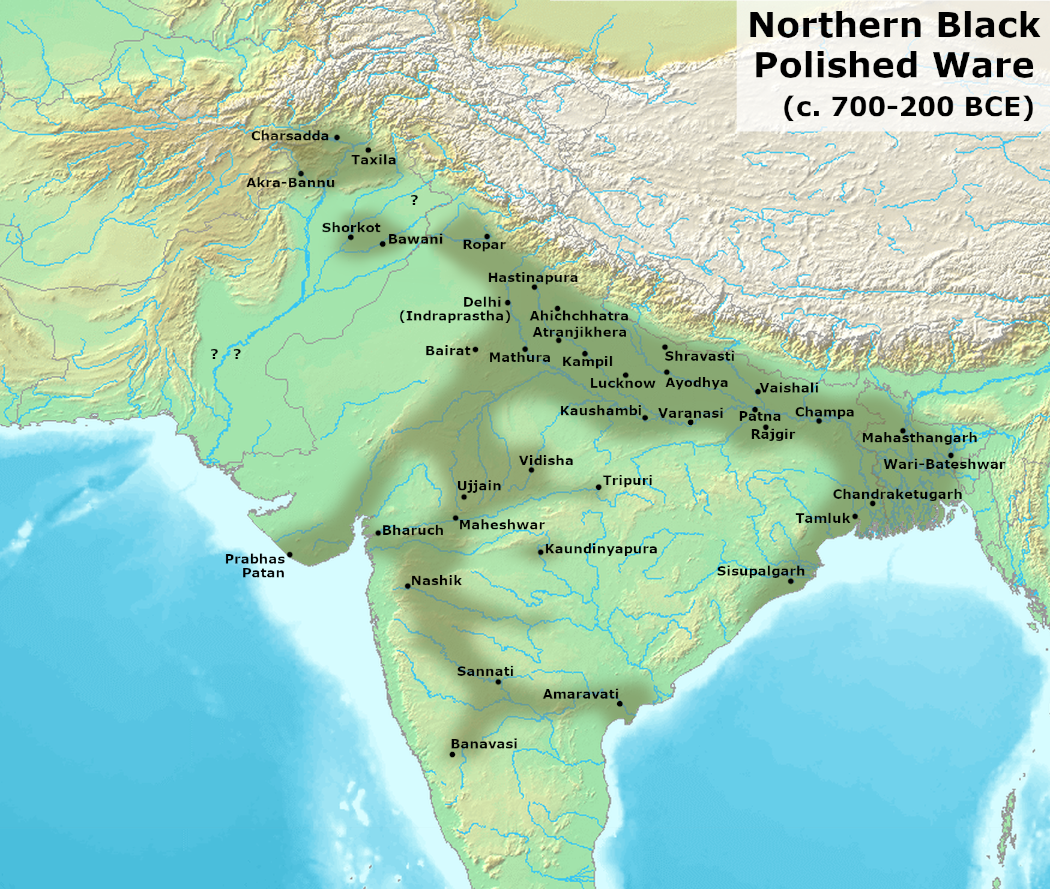
Diffusione.

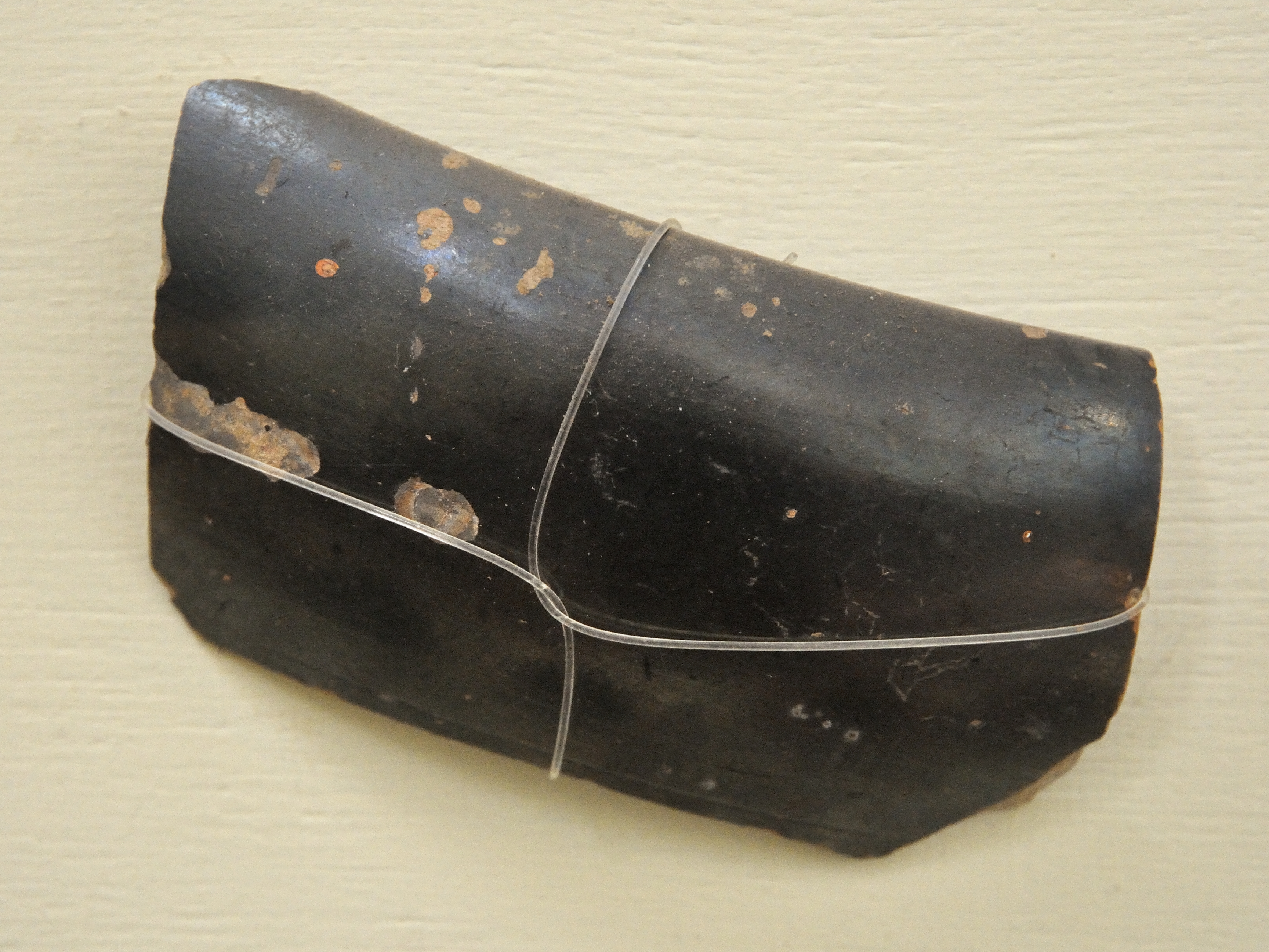
Frammento di ceramica nera lucidata settentrionale, 500-100 a.C., Sonkh, Uttar Pradesh

La cultura della ceramica nera lucidata settentrionale del subcontinente indiano (700-200 a.C. circa) è una cultura dell'età del ferro che successe alla cultura della ceramica grigia dipinta . Si sviluppò a partire dal 700 a.C., nel periodo tardo vedico, con un apice nel 500-300 a.C. in coincidenza con la nascita dell'Impero Maurya.
Gli studiosi hanno notato delle similitudini fra questa cultura e la più antica civiltà di Harappa come l'utilizzo di fango, mattoni cotti e roccia nell'architettura. Vi sono tuttavia importanti differenze fra queste due distanti culture; per esempio il riso e altri alimenti sono più diffusi nella cultura della ceramica nera lucidata settentrionale che in passato. Questa cultura potrebbe riflettere il primo stadio verso la formazione delle prime organizzazioni statali del subcontinente indiano.